# 레니 베이커
레니 베이커(Lenny Baker, 1945년 1월 17일 ~ 1982년 4월 12일)는 미국의 배우, 연극 배우, 텔레비전 배우이다.
브루클라인에서 태어났다.

## 영화
- 넥스트 스톱 그린위치 빌리지 (1976년)
- 하버드 대학의 공부벌레들 (1973년) - 윌리암 모스 선생 역
- A.W.O.L. (1972년)
- 종합병원 (1971년)